# Ratunek
Ratunek – część wsi Walentynów w Polsce, położona w województwie mazowieckim, w powiecie lipskim, w gminie Lipsko.
W latach 1975–1998 Ratunek administracyjnie należał do województwa radomskiego.